# Limsvamp
Limsvamp (Bulgaria inquinans) är en svampart som först beskrevs av Christiaan Hendrik Persoon, och fick sitt nu gällande namn av Elias Fries 1822. Limsvamp ingår i släktet limsvampar och familjen Bulgariaceae.  Arten är reproducerande i Sverige. Inga underarter finns listade i Catalogue of Life.

## Källor

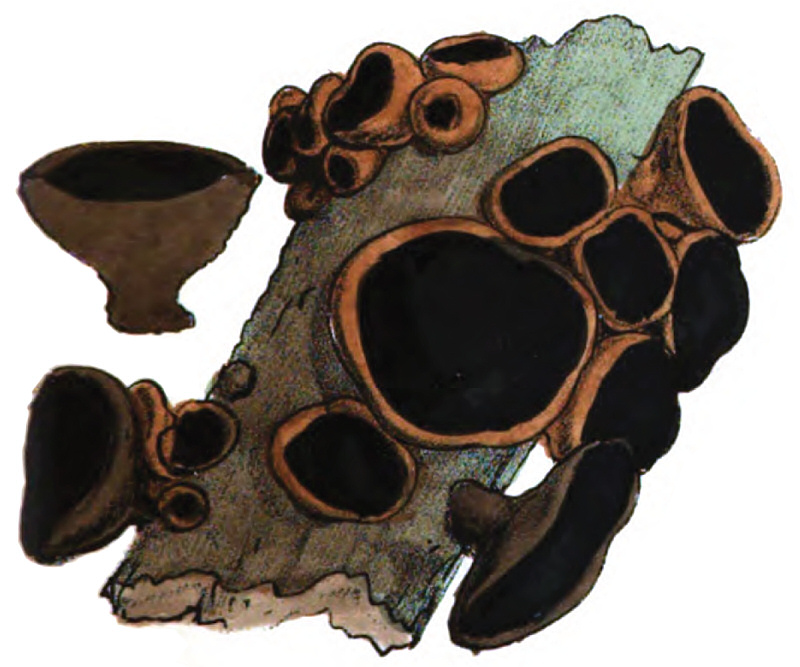
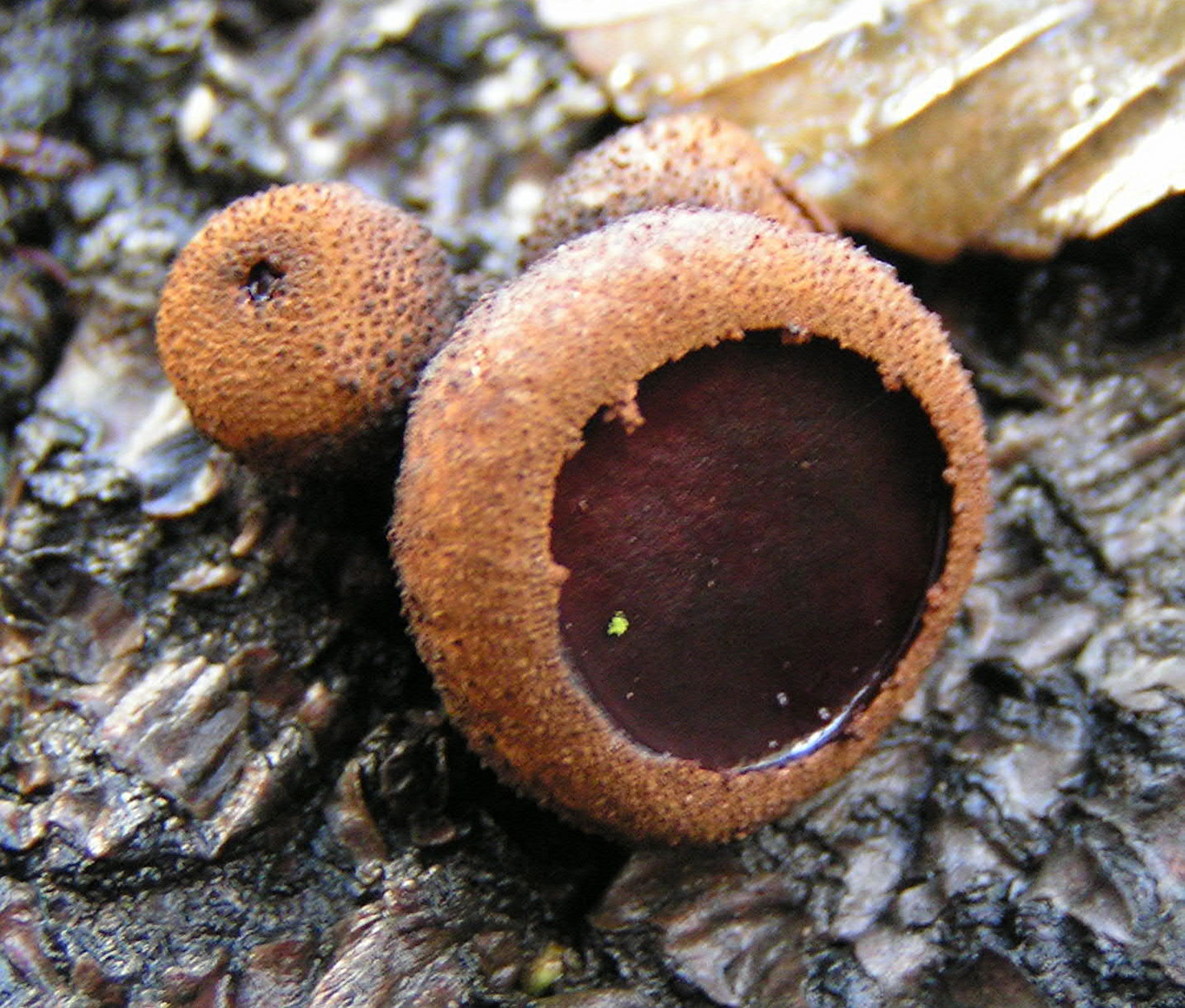
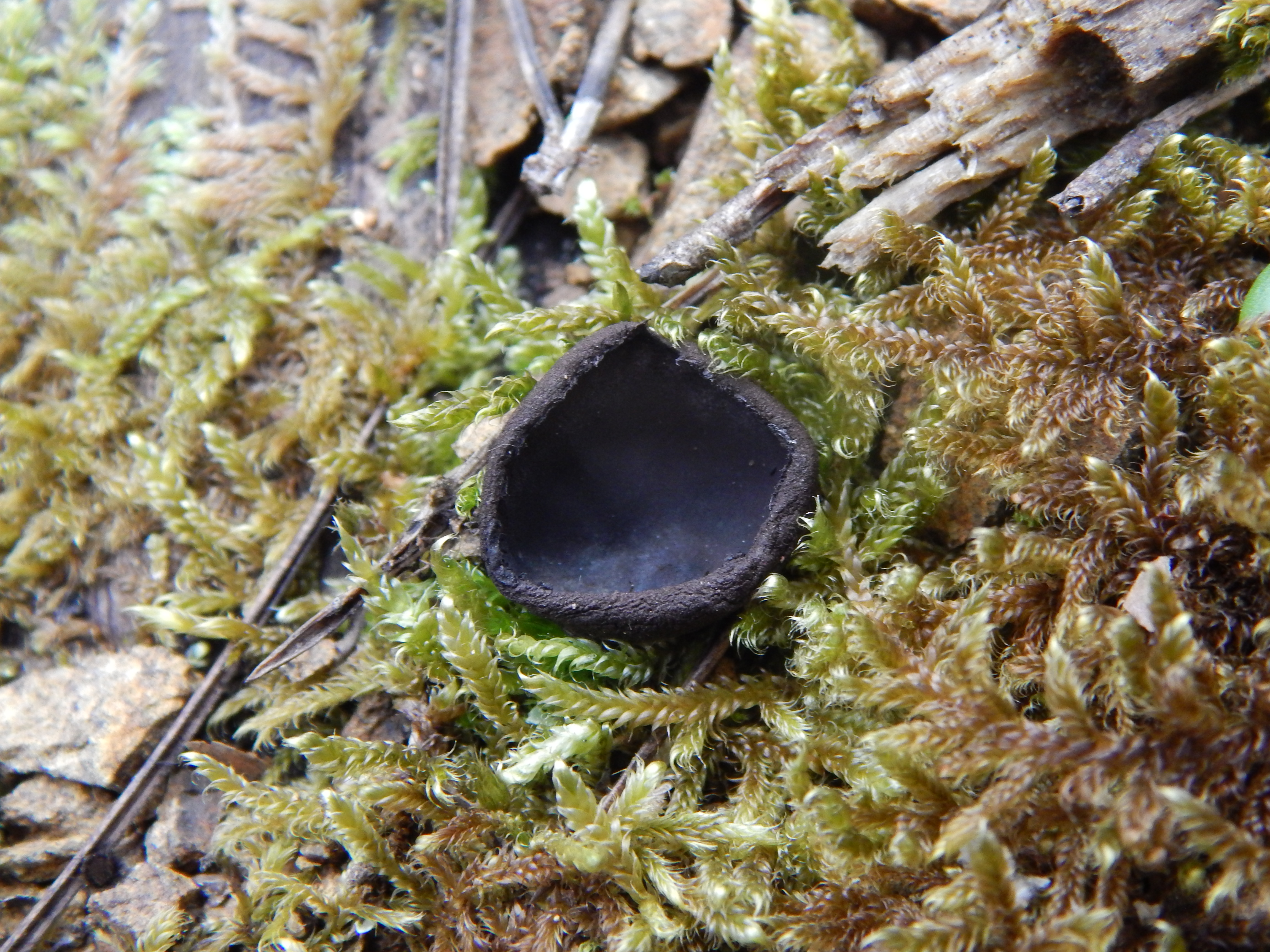
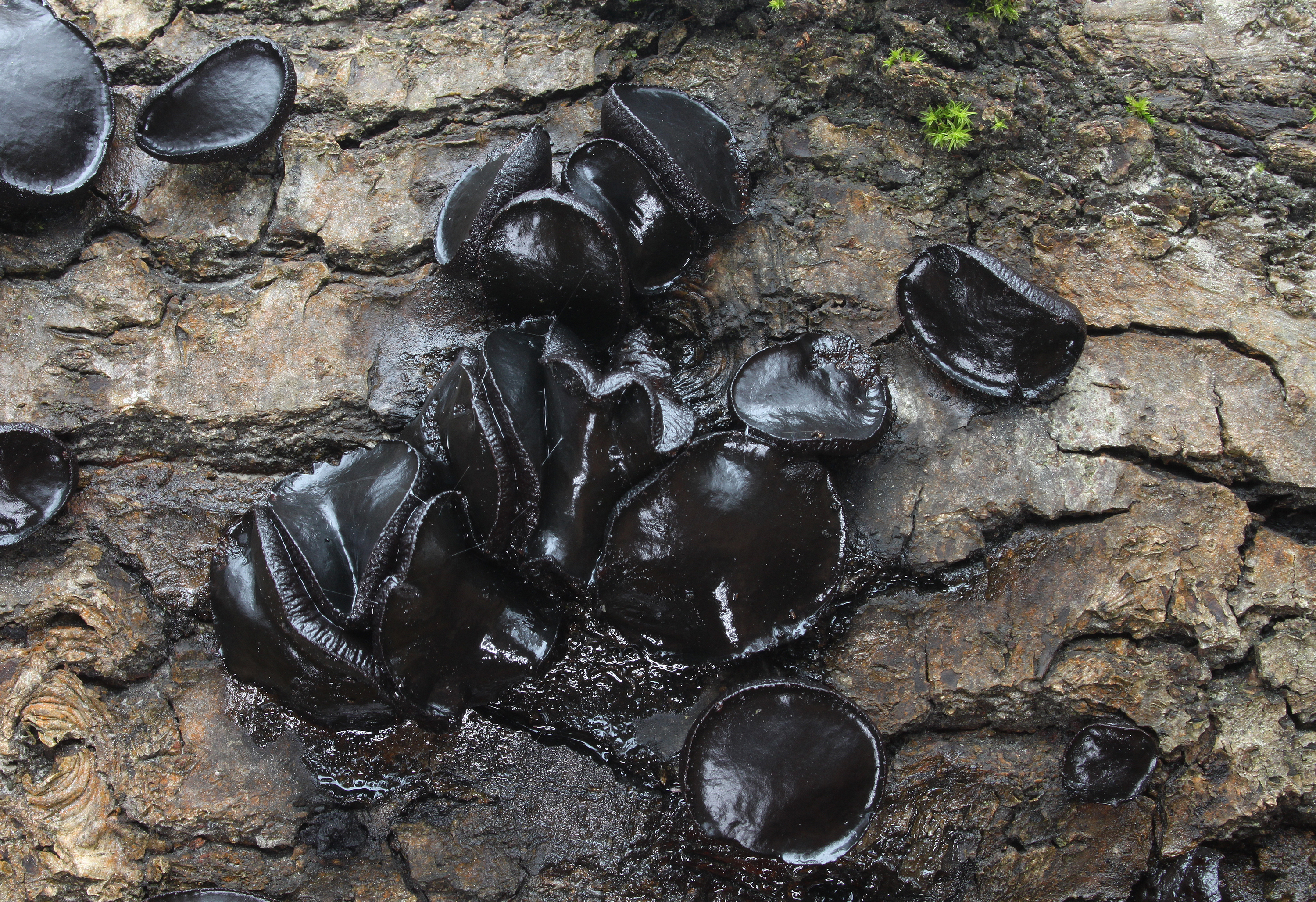
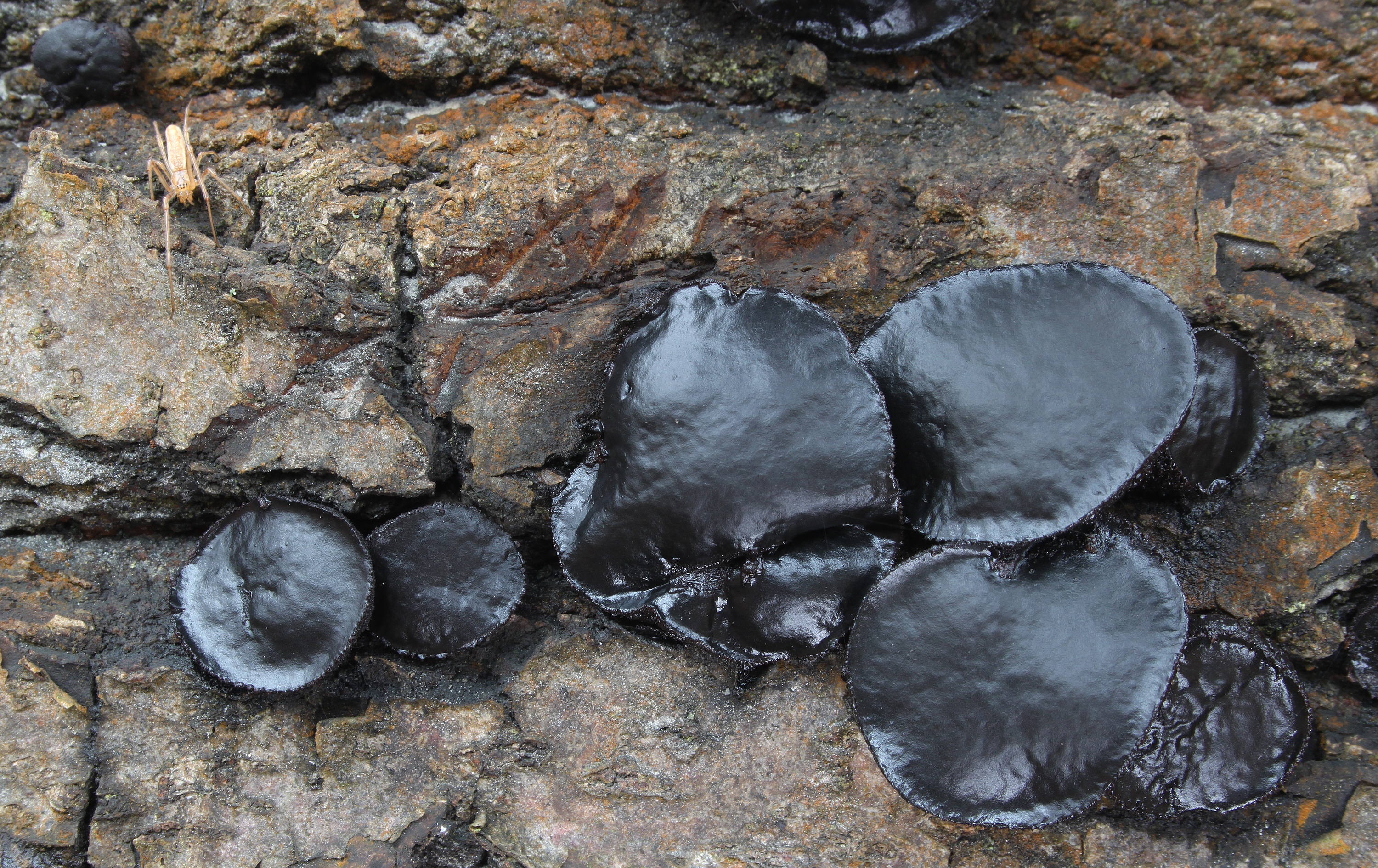
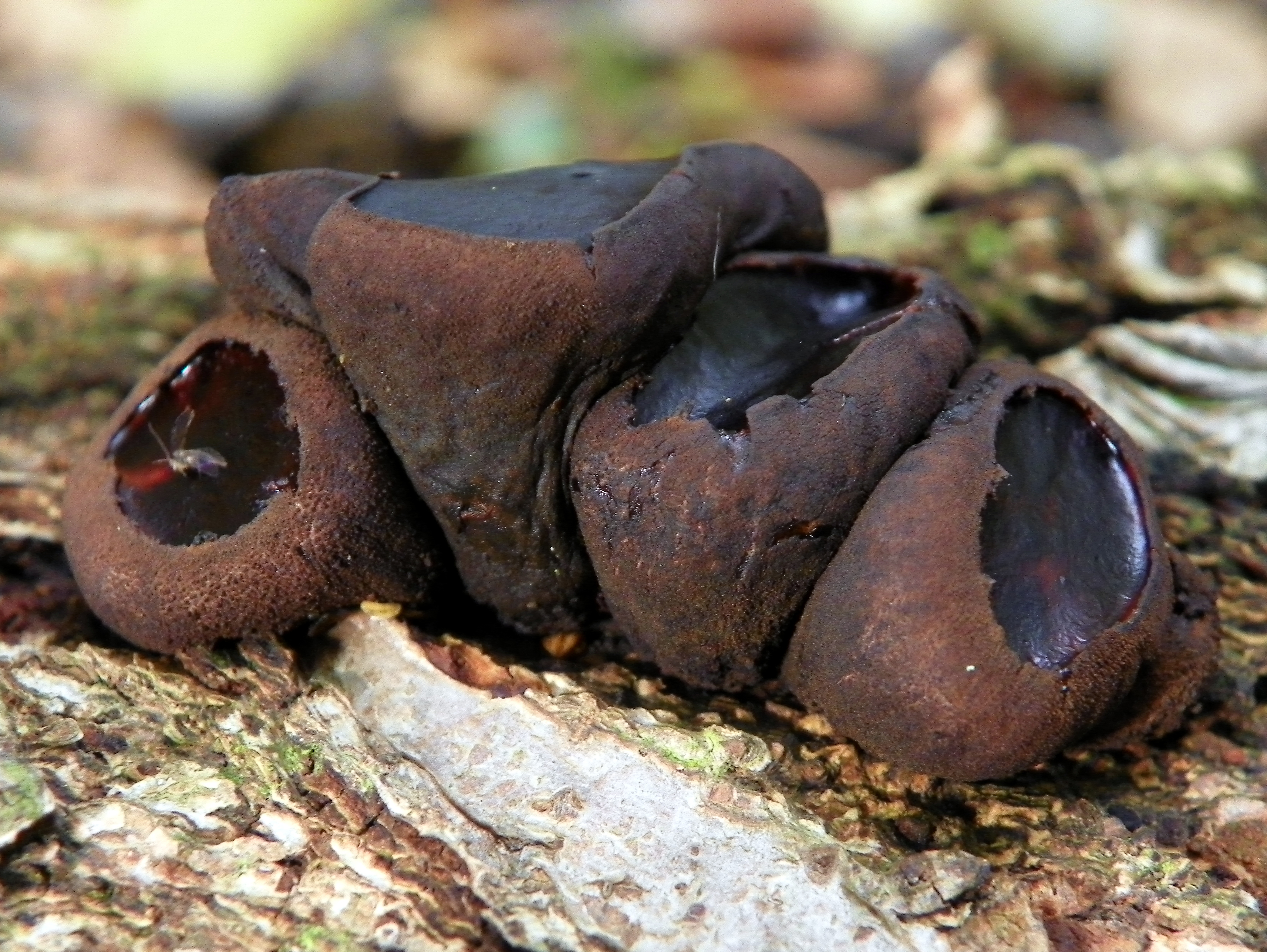